# CVSヘルス

企業ロゴ

CVSヘルス・コーポレーション（英: CVS Health Corporation）は、アメリカ合衆国・ロードアイランド州・ウーンソケットに本拠を置き、ドラッグストア運営と薬剤給付管理（PBM）を中心に、ヘルスケア事業を展開する株式会社。ニューヨーク証券取引所上場企業（NYSE: CVS）。

## 沿革
アメリカ各地に展開するドラッグストア「CVS/ファーマシー」は、1996年までMelville Corporationにより保有されていたが、同社の事業再構築に伴い、CVS Corporationが同ドラッグストアを保有する独立の新会社として設立された。翌1997年、同業のRevco, D.S., Inc.を買収し一挙に2,500以上の店舗を獲得、1998年にArbor Drugsを買収、1999年にオンライン薬局に進出、2004年にEckerd Corporationから1,268の店舗を買収、2006年に簡易クリニック運営のMinuteClinicを子会社化した。2007年3月、薬剤給付管理事業者のケアマーク（Caremark Rx, Inc.）との経営統合に伴い、新たにCVSケアマーク（CVS Caremark Corporation）が設立された。
買収による店舗の拡大はその後も続き、翌2008年にLongs Drugsを買収し子会社化、2014年にNavarro Discount Pharmacies, Inc.,を買収し子会社化、また同時期に、総合ヘルスケア企業への発展を目指す意味で、CVSケアマークから現在のCVSヘルスへと社名を変更した。
2015年にOmnicare, Inc.を買収し子会社化、また同年ターゲット・コーポレーションから1,600以上の薬局およびクリニックを買収した。2018年に医療保険会社大手のエトナを買収した。